# Petrîkivka, Vasîlkivka
Petrîkivka (în ucraineană Петриківка) este un sat în așezarea urbană Vasîlkivka din raionul Vasîlkivka, regiunea Dnipropetrovsk, Ucraina.

## Demografie
Componența lingvistică a localității Petrîkivka
     Ucraineană (91,11%)
     Rusă (8,89%)
Conform recensământului din 2001, majoritatea populației localității Petrîkivka era vorbitoare de ucraineană (91,11%), existând în minoritate și vorbitori de rusă (8,89%).